# Filón (poeta)
Filón fue un poeta y escritor griego. Fue un autor judío helenístico de un poema épico en hexámetros griegos sobre la historia de Jerusalén. Vivió en una fecha anterior a Filón el filósofo. Alejandro Polihistor (c. 105-35 a. C.) cita varios pasajes del poema, y es la fuente de los extractos de Eusebio (Praeparatio evangelica, ix. 20, 24, 37). Este es probablemente el Filón que es mencionado por Clemente de Alejandría (Strom, i. 21, 141) y por Josefo (Contra Apionem, i. 23), quien lo llama «el viejo».

## Lectura adicional
- Karl Wilhelm Ludwig Müller, Fragmenta Historicorum Graecorum, iii, 213 sq.

- Datos: Q7186007